# 常濟
常濟（1449年—？），字惠夫，山東兗州府濟寧州人，民籍，明朝政治人物。

## 生平
成化七年（1471年）辛卯科山東鄉試第十六名舉人。弘治三年（1490年）中式庚戌科會試第一百五十三名，三甲第一百一十七名進士。

## 家族
曾祖常全；祖父常敬；父常瓚，州吏目。母張氏。永感下。